# Socialismo 2000
Socialismo 2000 fue una organización política italiana de ideología socialista democrática liderada por Cesare Salvi.
Se creó en agosto del 2000 corriente interna de Demócratas de Izquierdas. En 2007, liderados por Cesare Salvi, la organización abandonó a Demócratas de Izquierdas al negarse a confluir en el Partido Democrático y tomó parte en la creación de Izquierda Democrática. Poco después de las elecciones generales de 2008 recuperó su autonomía y se unió a la coalición Lista Anticapitalista junto al Partido de la Refundación Comunista (PRC), el Partido de los Comunistas Italianos (PDCI) y Consumidores Unidos de cara a las elecciones al Parlamento Europeo de 2009. En 2009 se integró en la Federación de la Izquierda. En 2011 se fusionó con Trabajo-Solidaridad dando vida al Movimiento por el Partido del Trabajo.